# 滋賀県道306号四津川鴨線
滋賀県道306号四津川鴨線（しがけんどう306ごう よつがわかもせん）は、滋賀県高島市を通る一般県道である。

## 概要
高島市安曇川町四津川から高島市鴨に至る。
国道161号（高島バイパス）の高架下を交差するが、直接接続していない。

### 路線データ
- 起点：高島市安曇川町四津川（滋賀県道304号北船木勝野線交点）
- 終点：高島市鴨（滋賀県道558号高島大津線交点）
- 総延長：4.6 km

## 地理

### 通過する自治体
- 高島市

### 交差する道路
| 交差する道路                                   | 交差する場所   | 交差する場所 |
| ---------------------------------------------- | -------------- | ------------ |
| 滋賀県道304号北船木勝野線 / 湖周道路＝風車街道 | 安曇川町四津川 | 起点         |
| 国道161号 / 高島バイパス                       | 鴨             | [ 注釈 1 ]   |
| 滋賀県道558号高島大津線                        | 鴨             | 終点         |

### 沿線
- 円覚寺
- 加茂神社
- 布留神社
- 國狭槌神社
- 藤樹書院跡